# 増田和彦
増田 和彦（ますだ かずひこ、1930年2月26日 - 1992年）は、日本の建築設計・建築計画者。大阪工業大学工学部建築学科元助教授。工学修士。元建築学教室担当。

## 略歴
1953年大阪工業大学工学部建築学科卒業（建築学科一期生：同期にフランク・ロイド・ライト研究の第一人者の谷川正己がいる）。同学部建築学科助手、建築学教室担当。その後、講師を経て（工学修士）、同学科助教授。1990年大阪工業大学退官。1992年逝去。
大阪工業大学工学部建築学科にて30年以上の長きに渡り教鞭を執り、大学初期の建築設計（のちの建築デザイン）での建築教育（手書き製図など）の育成に貢献した。
主な所属学会は、日本建築学会、日本建築協会、日本建築士連合会など。

## 主な著書
- 建築設計製図演習3（峰岸隆との共著、鹿島出版会1985、学術書）
- 南イタリア石の住まいStone Shelters（高砂正弘と共訳、学芸出版社1993、学術書）[4]